# Industrie ardoisière en Bretagne

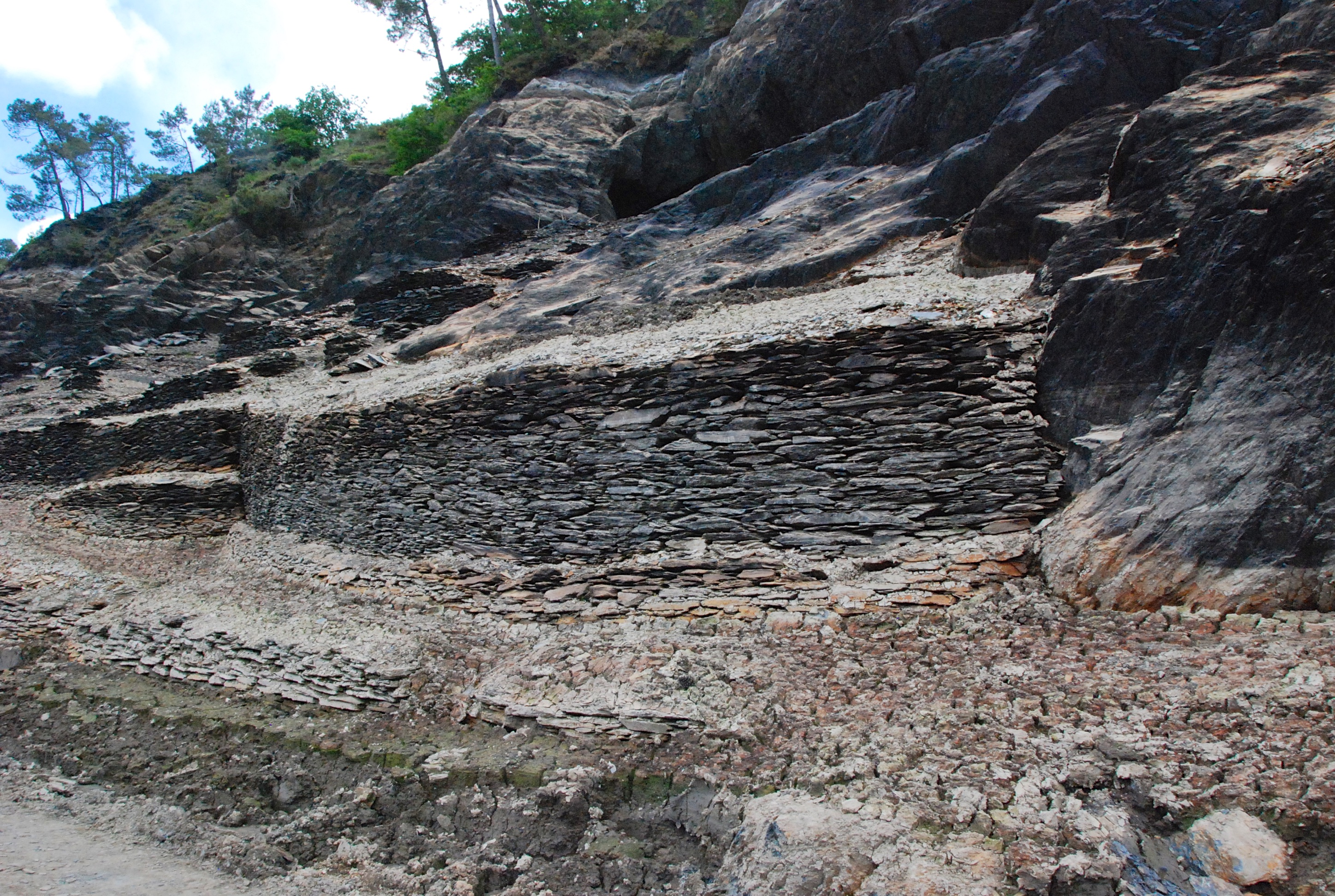
« Tue-vent » dans l'ardoisière de Kériven surplombant le lac de Guerlédan où les ardoisiers étaient appelés « gueules bleues » qui étaient à l'ardoise ce que les gueules noires sont au charbon.

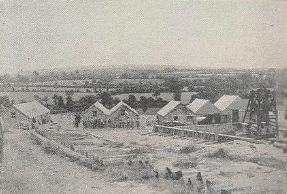
Les ardoisières de Motreff en 1937. Les blocs d'ardoise sont remontés à la surface grâce au chevalement puis transportés dans les ateliers de débitage et de fendage.

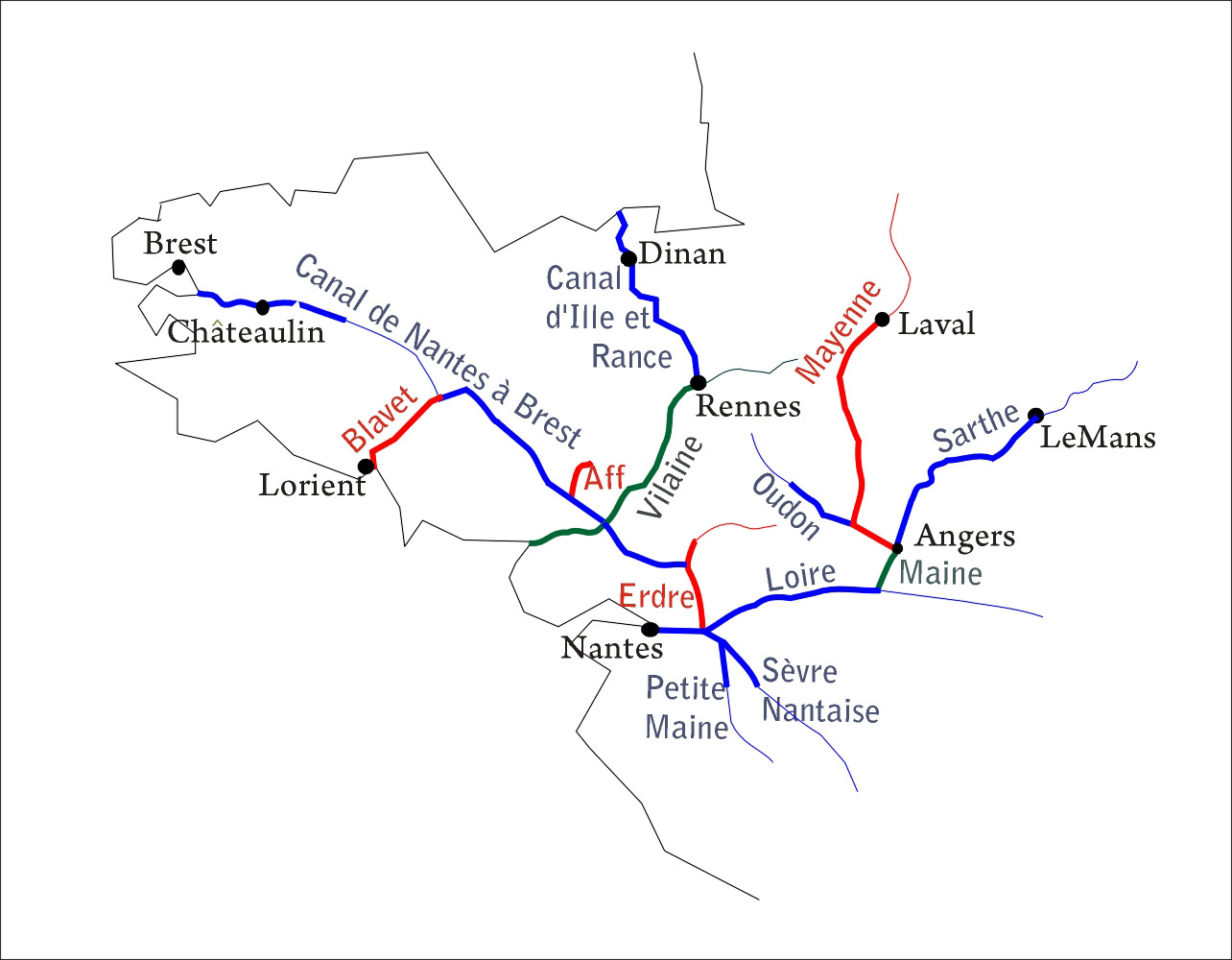
Le canal de Nantes à Brest creusé pour désenclaver le Centre Bretagne au milieu du XIXe siècle favorise l'ouverture de nouvelles carrières.

Pour un article plus général, voir industrie ardoisière.
L'industrie ardoisière en Bretagne s'est développée grâce à l'existence de schistes ardoisiers dans le Massif armoricain, appelés Maen glaz (traduit généralement par la « pierre bleue »). 

## Historique
Si les schistes ardoisiers sont utilisés dès le Paléolithique (lame polie, gravure), l'époque des premières extractions d'ardoises de couverture dans cette région reste encore imprécisée. Les premières carrières d'extraction sont actives dès le Moyen Âge, et l'activité s'intensifie à partir des XVIIe siècle et XVIIIe siècle,. Elle connaît son âge d'or au XIXe siècle avec le développement de la construction et des infrastructures de transport (construction du canal de Nantes à Brest, du chemin de fer à voie étroite et amélioration du réseau routier). L'exploitation qui était jusque là artisanale, s'industrialise et se mécanise (outillage des mines tels que marteaux-pneumatiques, treuil puissant, compresseurs à air, pompes d'exhaure). 
Les veines ardoisières dans les roches du Massif armoricain étaient de plus ou moins bonne qualité mais étaient économiquement viables en raison du très bas prix de la main d'œuvre. « De 1921 à 1935, la Bretagne produit 220 000 tonnes d’ardoises, 15 000 tonnes par an. Le département des Côtes-d’Armor concentre plus de la moitié de la production. Avant une nouvelle crise en 1930, les carrières comptent, en 1927, 360 ouvriers en Côtes-d’Armor, 230 en Morbihan. En Finistère, le déclin est important : le nombre de carriers passe de 550 en 1923 à un peu plus de 80 en 1935. La coupure du canal, créée par le lac de Guerlédan, amène le transport de l’ardoise par camion après 1924 ». Les sites disposent de niveaux ardoisiers de faible épaisseur et en carrière souterraine (celles à ciel ouvert ayant été épuisées), si bien que les exploitations artisanales bretonnes n'ont pas résisté à la concurrence industrielle des grandes ardoisières de Trélazé et des ardoises d'Espagne (commercialisée par les Ardoisières d'Angers), ces dernières assurant 80 % de la demande française. La majorité des carrières sont abandonnées et l'industrie ardoisière bretonne ne compte plus que trois centres de quelques importance à la fin du XXe siècle : Ploërmel (Morbihan), Maël-Carhaix (Cótes-du-Nord) et Saint-Hernin (Finistère). Il subsiste de petites exploitations artisanales produisant des ardoises rustiques, notamment dans les Monts d'Arrée et les anciens déblais des carrières abandonnées sont réutilisés pour dalles, voire pour l'empierrement.

## Districts d'exploitation
Les nombreux districts du Massif armoricain extrayant des schistes tégulaires appartiennent à diverses périodes géologiques. « Au Briovérien se rapportent les ardoisières de la Roche-Derrien (Côtes-d’Armor), du Trégorrois occidental vers la limite Côtes-d’Armor-Finistère (Plestin-les-Grèves, Plouégat-Guérand…), des environs de Callac (Bourgneuf), également dans les Côtes-d’Armor ; en Ille-et-Vilaine, ce seront celles de Montfort, de Mauron, de Saint-Aubin-des-Landes près de Vitré… À l’Ordovicien moyen appartiennent les districts de Caurel-Mûr-de-Bretagne (Côtes-d’Armor), de Gourin (ardoisières de Kerrouec, Penquerhoët, Penhoat-Conveau), de Rochefort-en-Terre et de Sérent dans le Morbihan, de Tréogan (Liors-Margot et de Rest-Louët) dans les Côtes-d’Armor, de Riadan et de Renac en Ille-et-Vilaine, du Grand-Auverné en Loire-Atlantique. Au Dévonien inférieur, on trouve Sizun, Commana, Plounéour-Ménez dans les Monts d'Arrée (Finistère). Au « Coblencien », le district de Lohuec et les environs de Rouillac (Côtes-d’Armor) et, au Carbonifère inférieur (Dinantien), les sites du bassin de Châteaulin, les plus importants de tous ».

## Galerie

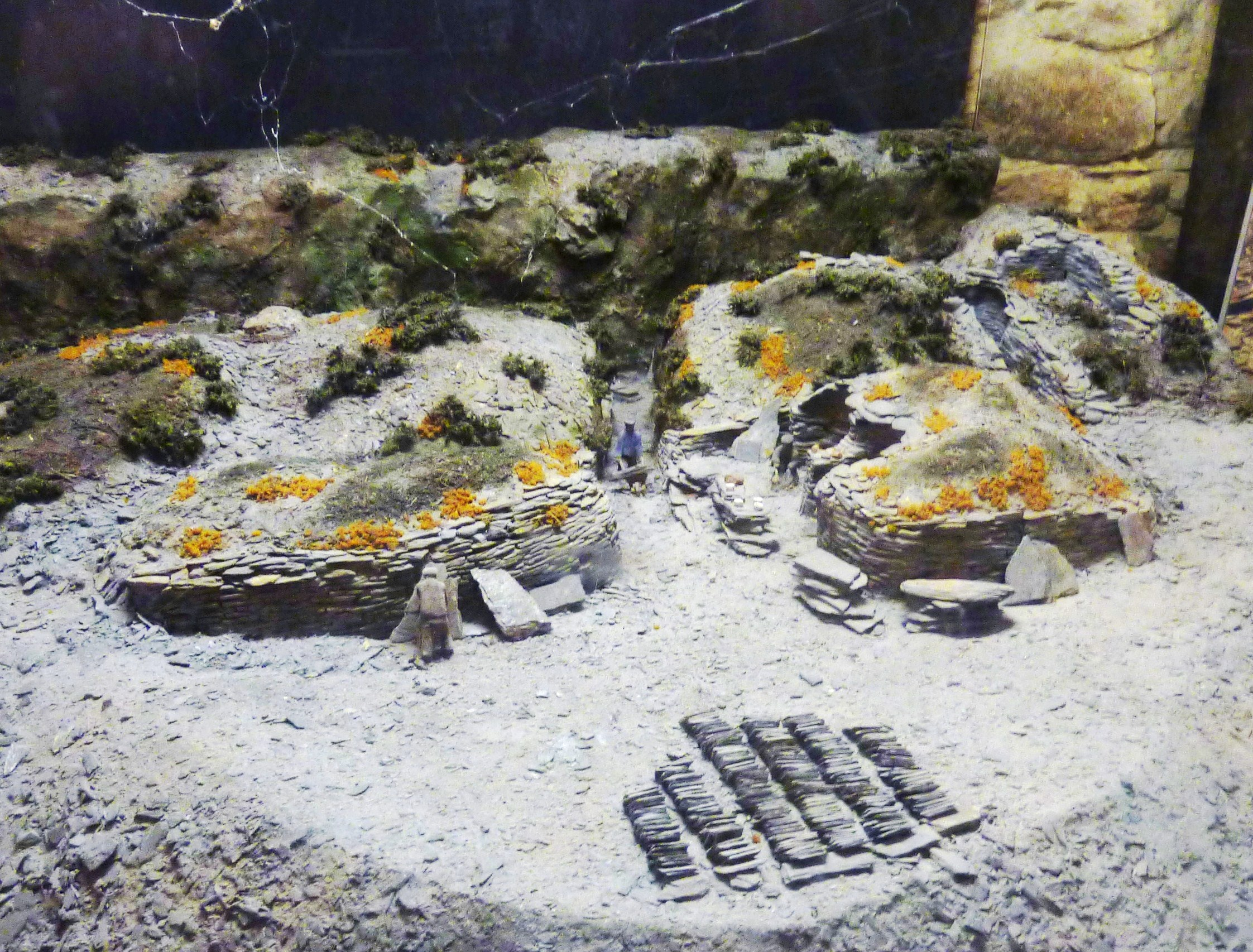
Moulins de Kerouat : ardoisière de Commana reconstituée en modèle réduit.
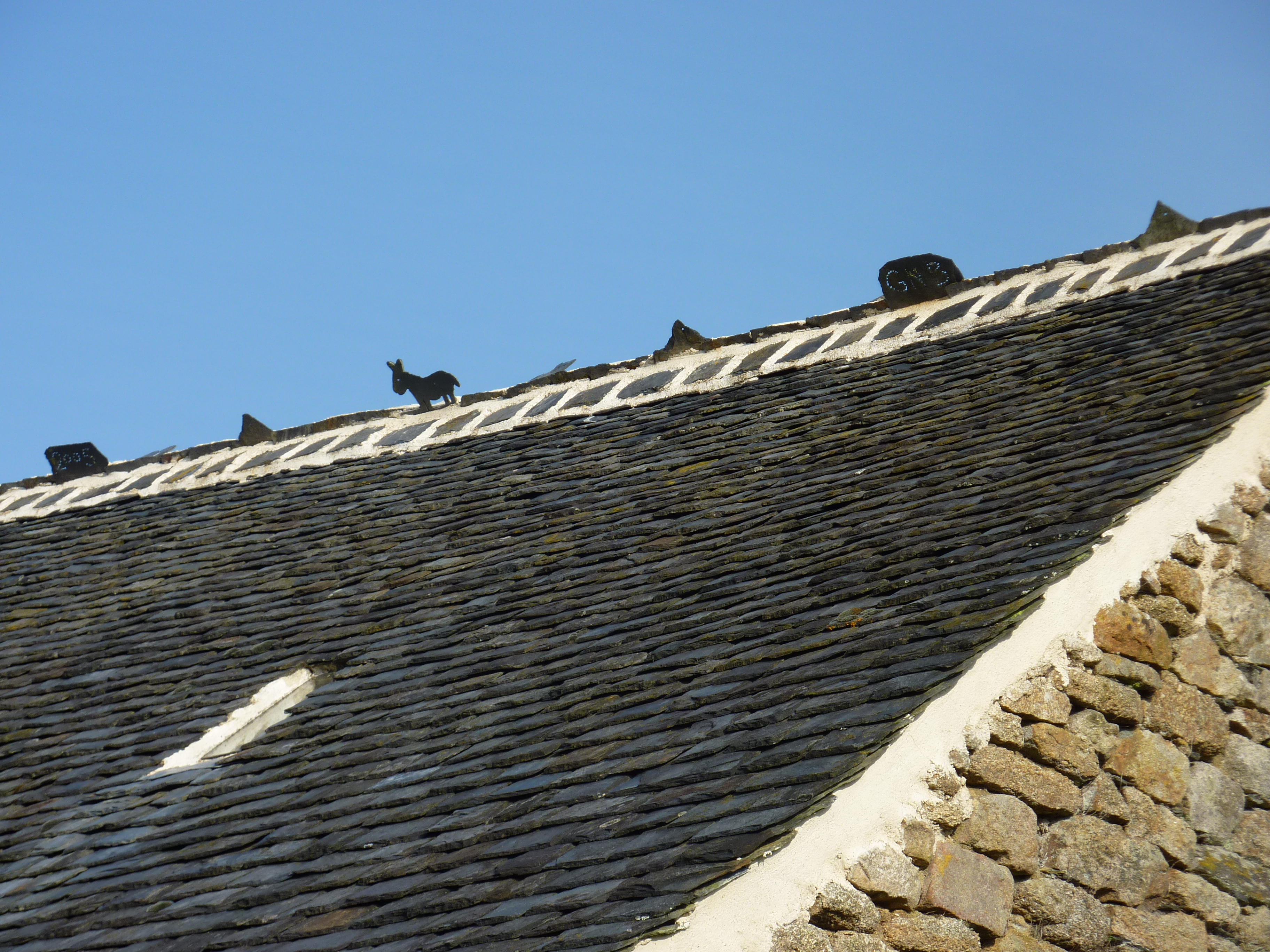
Lignolet croisé ouvragé sur un toit de lauze schisteuse à Botmeur (Finistère).